# Volo Philippine Airlines 434
Il volo Philippine Airlines 434 (PAL 434) era un volo di linea della Philippine Airlines tra Manila, Filippine e Tokyo, Giappone, con scalo a Cebu, Filippine. L'11 dicembre 1994, mentre il Boeing 747-283B che operava il volo stava compiendo la seconda tratta del viaggio, una bomba esplose, uccidendo un passeggero. L'equipaggio, composto dal capitano Eduardo "Ed" Reyes e dal primo ufficiale Jaime Herrera, riuscì a far atterrare l'aereo all'Aeroporto di Naha, sull'isola di Okinawa.
Le autorità scoprirono che durante la prima tratta del volo il passeggero seduto nel posto ove si era verificata l'esplosione era il terrorista Ramzi Yusuf, autore, nel 1993, dell'attentato al WTC. Yousef riuscì a salire a bordo utilizzando un passaporto italiano falso a nome "Armaldo Forlani", un'errata trascrizione del nome del politico Arnaldo Forlani, e piazzò la bomba per testare gli esplosivi da utilizzare nel fallito Progetto Bojinka.

## Aereo ed equipaggio
L'aereo che operava il volo 434 era un Boeing 747-283BM Combi di 15 anni di proprietà della Guinness Peat Aviation (GPA), registrazione EI-BWF, numero di serie 21575. Fece il suo primo volo il 17 febbraio 1979 e fu consegnato a Scandinavian Airlines (SAS) il 2 marzo 1979, come SE-DFZ, operando l'aereo come "Knut Viking". Dopo periodi di leasing occasionali con Nigeria Airways e Malaysia Airlines tra il 1983 e il 1988, l'aereo fu venduto alla Guinness Peat Aviation e prestò servizio con Lionair dal 1 luglio 1988, fino alla sua consegna alla Philippine Airlines il 7 settembre 1988. Successivamente fu affittato a Aerolíneas Argentinas il 9 dicembre 1991, poi ritornò alla Philippine Airlines il 1 aprile 1992.
L'equipaggio di volo era composto come segue:
- Capitano Eduardo "Ed" Reyes (1936 - 14 febbraio 2007), un pilota veterano di 58 anni che prestò servizio nell'aeronautica militare filippina dal 1958 al 1964 e volò con la Philippine Airlines dal 1964.
- Primo ufficiale Jaime Herrera (1948-27 marzo 2021), anche lui pilota veterano che volava con Philippine Airlines dal 1970. Herrera aveva 46 anni e prestava servizio come copilota al momento dell'incidente.
- L'ingegnere di volo Dexter Comendador (nato il 6 novembre 1960), che, come Reyes, era anche un pilota dell'aeronautica filippina, in servizio dal 1983 al 1992. Volava con la Philippine Airlines dal 1992. Comendador aveva 34 anni a quel tempo. È stato amministratore delegato di Filippine AirAsia dal 2016 al 2019.

## L'attentato

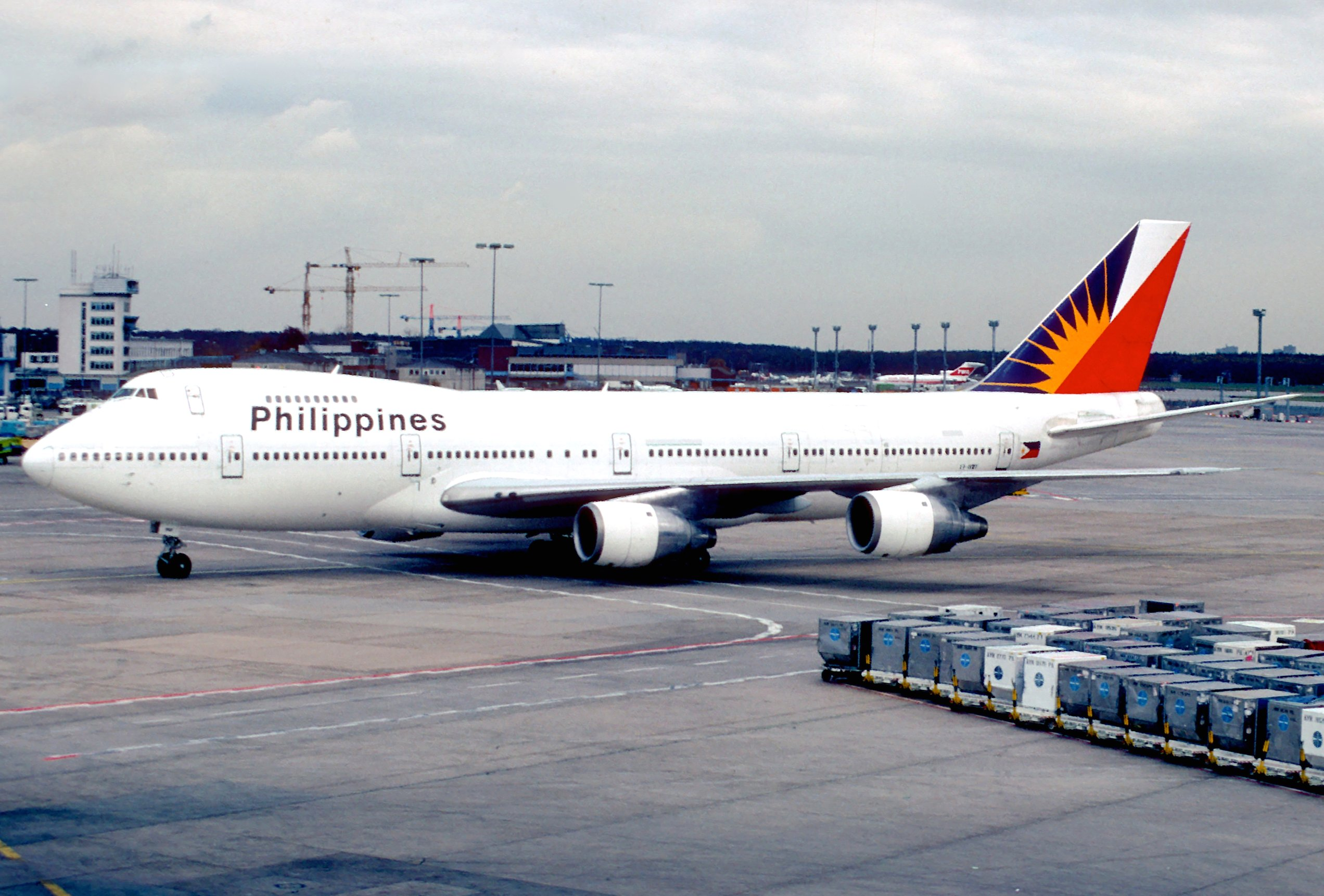
EI-BWF, l'aereo coinvolto nell'incidente, nel dicembre 1988

Durante la prima tratta del volo Yusuf entrò in bagno con il suo kit da toeletta, si tolse le scarpe per recuperare le batterie, i cavi e l'innesco che erano nascosti nel tacco (al di sotto della zona di rilevazione dei metal detector in uso a quel tempo), si tolse l'orologio dal polso modificato per essere utilizzato come timer ed assemblò la bomba. Impostò il timer per entrare in funzione quattro ore dopo, quando l'aereo sarebbe stato in volo sopra l'oceano, poi ripose la bomba nel suo kit da toeletta e tornò a sedersi al suo posto dove la nascose nella tasca del giubbotto salvagente posta sotto il sedile, dove sarebbe stato fuori dalla vista del personale che avrebbe pulito l'aereo durante lo scalo a Cebu. Nei vecchi Boeing 747 il posto 26K era direttamente sopra al serbatoio centrale del carburante, ed un'esplosione anche di piccola portata avrebbe distrutto l'aereo.
A Cebu Yusuf ed altri 25 passeggeri scesero dall'aereo, mentre altri 256 passeggeri vi salirono.
L'aereo decollò dopo 38 minuti di sosta; al posto 26K ora sedeva il ventiquattrenne giapponese Haruki Ikegami, un industriale di ritorno da un viaggio di affari. All'ora pianificata da Yusuf la bomba esplose uccidendo Ikegami e ferendo altri 10 passeggeri seduti davanti e dietro di lui. L'esplosione creò un buco nel pavimento e danneggiò sia i cavi di comando dell'alettone destro che i cavi di controllo del timone e degli elevatori di coda, ma non ebbe conseguenze più gravi perché su questo 747, costruito per la Scandinavian Airlines System (SAS), il posto 26K era situato due file avanti rispetto al serbatoio centrale, in corrispondenza della stiva.
Immediatamente dopo l'esplosione l'aereo si inclinò a destra, ma l'autopilota fu in grado di riportare l'aereo in assetto. I piloti dichiararono l'emergenza e chiesero ai controllori di volo di poter atterrare all'aeroporto di Naha, sull'isola di Okinawa; l'aereo però non poteva virare a causa dei danni provocati dall'esplosione, quindi su consiglio del copilota venne disinserito il pilota automatico e vennero usate le manette per utilizzare la differente spinta dei motori per far cambiar direzione al velivolo. Usando i motori per dirigere l'aereo, diminuendo la loro potenza per scendere di quota e scaricando il carburante in eccesso per generare meno peso sui carrelli d'atterraggio, i piloti riuscirono ad atterrare senza ulteriori problemi appena un'ora dopo l'esplosione.

## La bomba
Gli investigatori statunitensi dichiararono che l'ordigno utilizzato era una microbomba Mark II costruita utilizzando un orologio digitale Casio opportunamente modificato e che l'attentato era solamente una prova per il Progetto Bojinka, nel quale Yusuf aveva intenzione di utilizzare bombe dieci volte più potenti da piazzare su undici aerei di linea degli Stati Uniti nel gennaio 1995. Tutti i componenti dell'ordigno erano stati progettati per passare i controlli di sicurezza all'aeroporto. L'esplosivo usato era nitroglicerina liquida ed era stata nascosta in un contenitore di liquido per lenti a contatto.

## Conseguenze
Gli investigatori riuscirono a recuperare gran parte dei componenti della bomba, scoprendo che la maggior parte di essi veniva venduta solamente nelle Filippine, inoltre erano a conoscenza del fatto che alcuni terroristi islamici erano nascosti a Manila. La notte tra il 5 ed il 6 gennaio del 1995, un mese dopo l'attentato, Yusuf ed un suo complice stavano fabbricando gli ordigni esplosivi da utilizzare per il Progetto Bojinka, ma per un errore uno dei componenti si incendiò e cominciò a produrre moltissimo fumo. I due terroristi riuscirono a spegnere l'incendio ed aprirono le finestre per fare uscire il fumo, poi, all'arrivo del portinaio che chiedeva spiegazioni, se ne andarono dicendo che tutto era risolto. Non fidandosi, il portinaio chiamò sia i vigili del fuoco sia la polizia. Nell'appartamento furono trovati gli ordigni e il computer di Yusuf che fu rintracciato ed arrestato un mese più tardi in Pakistan ed estradato negli USA.

## Il volo 434 oggi
L'identificativo 434 è tuttora usato dalla Philippine Airlines sulla tratta Cebu-Tokyo operata con un Airbus A300. La tratta Manila-Tokyo è ora denominata volo 432.
L'aereo, che al tempo dell'attentato aveva come numero di identificazione EI-BWF, è stato convertito in cargo ed ha cambiato proprietario diverse volte prima di essere dismesso dal servizio nel 2007.

## Il volo Philippine Airlines 434 nei media
L'incidente del volo 434 della Philippine Airlines è stato analizzato nell'episodio Bomba a bordo della terza stagione del documentario Indagini ad alta quota trasmesso da National Geographic Channel.